# Шундук (река)
Шундук (адыг. Шэндыкъу) — река в России, протекает в Краснодарском крае, Республике Адыгея. Устье реки находится в плавни р. Кубани. Длина реки — 20 км, площадь водосборного бассейна — 73,1 км². Система водного объекта: Краснодарское водохранилище → Кубань → Азовское море.

## Данные водного реестра
По данным государственного водного реестра России относится к Кубанскому бассейновому округу, водохозяйственный участок реки — Кубань от города Усть-Лабинск до Краснодарского гидроузла, без рек Белая и Пшиш, речной подбассейн реки — подбассейн отсутствует. Речной бассейн реки — Кубань.